# Iglesia Presbiteriana de Highland Park
La Iglesia Presbiteriana Park United está ubicada en 14 Cortland Street (en la intersección con Woodward Avenue) en Highland Park, Míchigan. Fue construida en 1910 como la Iglesia Presbiteriana de Highland Park, incluida en el Registro Nacional de Lugares Históricos en 1982,  y designada como Sitio Histórico del Estado de Míchigan en 1983. Es miembro de la Iglesia presbiteriana de Estados Unidos y continúa ofreciendo servicios.

## Historia
La Iglesia Presbiteriana de Highland Park se estableció en 1893 como una iglesia misionera de la Primera Iglesia Presbiteriana de Detroit. Tres años más tarde se construyó una pequeña capilla en el sitio de la actual iglesia. Sin embargo, la congregación creció a más de doscientos miembros, y el edificio actual se construyó entre 1910 y 1911. En 1972, la Iglesia Presbiteriana de Highland Park se fusionó con la cercana Iglesia Presbiteriana de Palmer Park para formar la Iglesia Presbiteriana Park United. Las congregaciones fusionadas se reunieron en el edificio de Highland Park.

## Arquitectura
La iglesia tiene 33 metros de largo y 26 de ancho, y está construida en un estilo gótico Neo-tudor con ladrillo rojo con molduras de piedra caliza y tejas de terracota rojas. La sección principal de la iglesia contiene una vidriera de gran tamaño y una torre de esquina cuadrada, con contrafuertes y techo plano con un campanario de persianas se encuentra en el lado sur. Un porche de madera a dos aguas cubre la entrada. Apartado del bloque principal se encuentra el ala educativa a dos aguas. Una casa parroquial, construida en 1905, se encuentra detrás de la iglesia en Cortland Street.